# Annie du Far West
Pour les articles homonymes, voir Annie Get Your Gun.
Annie du Far West (Annie Get Your Gun) est une comédie musicale américaine, livret de Herbert et Dorothy Fields, paroles et musique d'Irving Berlin, créée à l'Imperial Theatre de Broadway le 16 mai 1946. L’histoire se réfère à Annie Oakley, tireuse d’élite vedette du spectacle de Buffalo Bill.
Elle fut adaptée au cinéma en 1950 par le cinéaste américain George Sidney, sous le titre Annie, la reine du cirque.

## Fiche technique
- Titre français : Annie du Far West
- Titre original : Annie Get Your Gun
- Livret : Herbert et Dorothy Fields
- Lyrics : Irving Berlin
- Musique : Irving Berlin
- Mise en scène :  Joshua Logan
- Chorégraphie :  Helen Tamiris
- Direction musicale : Jay Blackton
- Orchestrations : Philip J. Lang, Robert Russell Bennett et Ted Royal
- Décors et lumières : Jo Mielziner
- Costumes :  Lucinda Ballard
- Producteur : Richard Rodgers et Oscar Hammerstein II
- Première représentation : 16 mai 1946
- Dernière représentation : 12 février 1949
- Nombre de représentations consécutives : 1147
- Création française : 19 février 1950 au Théâtre du Châtelet

## Distribution originale
- Ethel Merman : Annie Oakley[2]
- Ray Middleton : Frank Butler
- Harry Bellaver : Sitting Bull
- William O'Neal : Colonel W. F. Cody "Buffalo Bill"
- George Lipton :  Major Gordon Lillie / Pawnee Bill
- Marty May  : Charlie Davenport
- Betty Anne Nyman : Winnie Tate
- Lea Penman : Dolly Tate
- Art Barnett : Foster Wilson / Mr. Ernest Henderson
- Truly Barbara  : Mrs. Ernest Henderson
- Kenny Bowers : Tommy Keeler
- Pete Civello : Timothy Gardner
- Victor Clarke : Clyde Smith
- Marjorie Crossland : Sylvia Potter-Porter
- Bernard Griffin : Dr. Percy Ferguson
- Marietta Vore : Mrs. Percy Ferguson
- Walter John : Yellow Foot
- Nellie Ranson : Mrs. Yellow Foot
- Daniel Nagrin : Wild Horse (Ceremonial Dancer) / Iron Tail
- Don Liberto : Harry / Mr. Schuyler Adams
- Dorothy Richards : Nancy / Mrs. Schyler Adams
- Fred Rivett : Mr. Lockwood
- Alma Ross : Mrs. Little Horse
- Lubov Roudenko : Riding Mistress
- Mary Woodley : Mabel
- Robert Dixon : Freddie
- Ellen Hanley : Mary
- Ostrid Lind : Louise
- Marlene Cameron  : Nellie (Annie's Sister)
- Camilla De Witt : Jessie (Annie's Sister)
- Bobby Hookey : Little Jake (Annie's Brother)
- Nancy Jean Raab : Minnie (Annie's Sister)

## Numéros musicaux
| Acte I - Buffalo Bill - Charlie Davenport et Chœur - I'm a Bad, Bad Man - Frank Butler et Girls - Doin' What Comes Natur'lly - Annie Oakley, Foster Wilson et Enfants - The Girl That I Marry - Frank - You Can't Get a Man With a Gun - Annie - Show Business - Col. Wm. F. Cody, Charlie, Frank et Annie - They Say It's Wonderful - Frank et Annie - Moonshine Lullaby - Annie et Moonshine Lullaby Trio - I'll Share It All With You - Winnie Tate et Tommy Keeler - Ballyhoo - Riding Mistress et Show People - Show Business (Reprise) - Annie - My Defenses Are Down - Frank et Boys - Wild Horse Ceremonial Dance - Wild Horse, Braves et Squaws - I'm an Indian Too - Annie - Adoption Dance - Annie, Wild Horse et Braves | Acte II - Lost in His Arms - Annie et Chœur - Who Do You Love, I Hope - Winnie Tate et Tommy Keeler - Sun in the Morning - Annie, Chœur et Danseurs - They Say It's Wonderful (Reprise) - Annie et Frank - The Girl That I Marry (Reprise) - Frank - Anything You Can Do - Annie et Frank - Show Business (Reprise) - Chœur |

## Récompenses et nominations
- Mary Martin a reçu un Special Tony Award en 1948 pour "la diffusion du théâtre dans le pays pendant que les originaux se produisent à New York" (1947-48 US Tour)[3]

### Reprise à Broadway en 1966
| Année | Récompense | Catégorie                   | Nomination    | Résultat   |
| ----- | ---------- | --------------------------- | ------------- | ---------- |
| 1966  | Tony Award | Best Direction of a Musical | Jack Sydow    | Nomination |
| 1966  | Tony Award | Best Choreography           | Danny Daniels | Nomination |

### Reprise à Broadway en 1999
| Année | Récompense          | Catégorie                                          | Nomination                         | Résultat   |
| ----- | ------------------- | -------------------------------------------------- | ---------------------------------- | ---------- |
| 1999  | Tony Award          | Best Revival of a Musical                          | Best Revival of a Musical          | Lauréat    |
| 1999  | Tony Award          | Best Performance by a Leading Actor in a Musical   | Tom Wopat                          | Nomination |
| 1999  | Tony Award          | Best Performance by a Leading Actress in a Musical | Bernadette Peters                  | Lauréat    |
| 1999  | Drama Desk Award    | Outstanding Revival of a Musical                   | Outstanding Revival of a Musical   | Nomination |
| 1999  | Drama Desk Award    | Outstanding Actor in a Musical                     | Tom Wopat                          | Nomination |
| 1999  | Drama Desk Award    | Outstanding Actress in a Musical                   | Bernadette Peters                  | Lauréat    |
| 1999  | Grammy Award        | Meilleur album de comédie musicale                 | Meilleur album de comédie musicale | Lauréat    |
| 2001  | Drama Desk Award    | Special Award                                      | Reba McEntire                      | Lauréat    |
| 2001  | Theatre World Award | Theatre World Award                                | Reba McEntire                      | Lauréat    |

### Reprise à Londres en 2009
| Année | Récompense             | Catégorie            | Nomination           | Résultat   |
| ----- | ---------------------- | -------------------- | -------------------- | ---------- |
| 2009  | Laurence Olivier Award | Best Musical Revival | Best Musical Revival | Nomination |

## Reprises principales à Broadway
- 21 septembre - 26 novembre 1966  : Broadway Theatre avec Ethel Merman[4]
- 2 février 1999 - 1er septembre 2001 : Marquis Theatre avec Bernadette Peters[5]